# 龙感湖管理区
龙感湖管理区是位于湖北省黄冈市的一个行政管理区，它与龙感湖农场为两块牌子、一套班子。龙感湖农场创建于1956年，经中国国务院批准围湖垦建，系围垦龙感湖西南沼泽地而成。亦是湖北省人民政府直属的14个大型国营农场。农场总面积98.696平方千米。1996年9月1日，经批准设立黄冈市龙感湖管理区。2001年10月，管理区划归黄冈市管理。2006年，湖北省农垦改革后，黄冈市将龙感湖管理区视同县（市）级单位管理，授予县级人民政府行政许可和行政执法权。

## 行政区划
龙感湖管理区下辖7个办事处、1个工业园区：
严家闸办事处、芦柴湖办事处、洋湖办事处、沙湖办事处、春港办事处、塞湖办事处、青泥湖办事处和湖北龙感湖工业园区。